# Хоминка (Гомельская область)
Хоминка (бел. Хамінка) — деревня в Карповском сельсовете Лоевского района Гомельской области Беларуси.

## География

### Расположение
В 14 км на северо-восток от Лоева, 70 км от Гомеля, 52 км от железнодорожной станции Речица (на линии Гомель — Калинковичи), в 0,5 км от границы с Украиной.

### Гидрография
На юге озеро Хоминское, на севере мелиоративные каналы.

## Транспортная сеть
Транспортные связи по просёлочной, затем автомобильной дороге Гомель — Чернигов. Планировка состоит из 2 коротких, параллельных между собой улиц, соединённых переулками и ориентированных широтно, к которым с севера присоединяется дугообразная улица. Застройка двусторонняя, деревянная, усадебного типа.

## История
По письменным источникам известна с XVIII века как селение в Речицком повете Минского воеводства Великого княжества Литовского. После 2-го раздела Речи Посполитой (1793 год) в составе Российской империи. В 1798 году построена деревянная церковь. В 1816 году центр Хоминской экономии Гомельского поместья графа П. А. Румянцева-Задунайского, затем князя И. Ф. Паскевича. Во 2-й половине XIX века открыто народное училище (в 1889 году 49 учеников). Согласно переписи 1897 года действовали хлебозапасный магазин, ветряная мельница, кузница, винный магазин, в Дятловичской волости Гомельского уезда Могилёвской губернии. В 1907 году сгорели 69 дворов. В 1909 году 1306 десятин земли.
В 1926 году работали 4-летняя школа, почтовый пункт. С 8 декабря 1926 года до 30 декабря 1927 года центр Хоминковского сельсовета Дятловичского, с 4 августа 1927 года Лоевского районов Гомельского округа. В 1930 году организован колхоз «Решительный», работали круподёрка и кузница. Во время Великой Отечественной войны оккупанты в 1943 году сожгли 82 двора и убили 11 жителей. В боях за деревню и окрестности в октябре 1943 года погибли 154 советских солдата 65-й армии (похоронены в братской могиле в центре деревни, в сквере). Согласно переписи 1959 года в составе совхоза «Карповка» (центр — деревня Карповка). Располагались отделение связи, клуб, начальная школа, библиотека, больница, аптека, магазин.

## Население

### Численность
- 1999 год — 158 хозяйств, 282 жителя.

### Динамика
- 1798 год — 181 житель.
- 1816 год — 41 двор, 268 жителей.
- 1848 год — 50 дворов.
- 1884 год — 100 дворов, 562 жителя.
- 1897 год — 140 дворов, 811 жителей (согласно переписи).
- 1909 год — 152 двора.
- 1926 год — 235 дворов, 1249 жителей.
- 1959 год — 1002 жителя (согласно переписи).
- 2004 год — 158 хозяйств, 282 жителя.

## Известные уроженцы
- Г. Г. Герасименко — доктор исторических наук, профессор.